# Jüdischer Friedhof (Werl-Büderich)

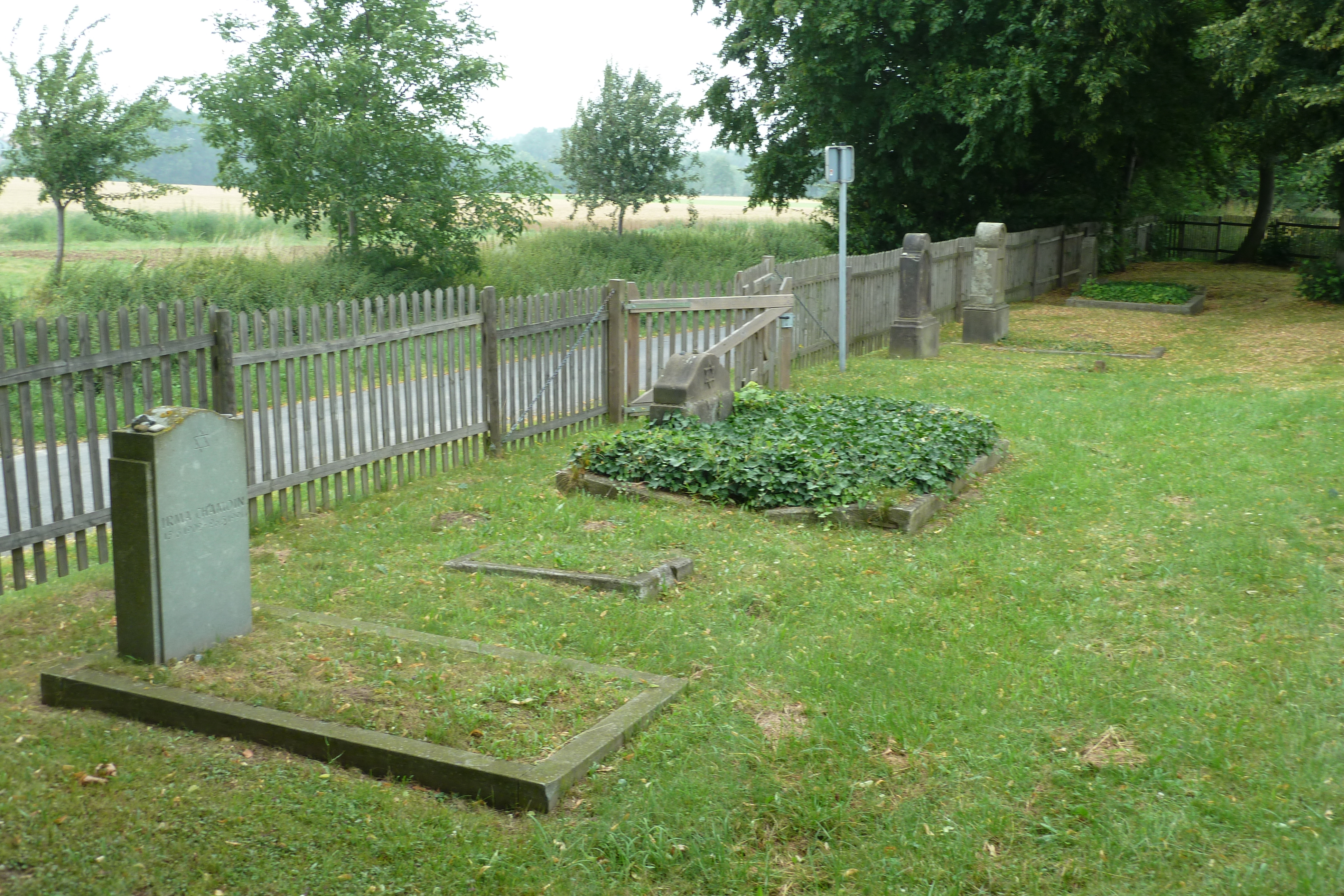
Der jüdische Friedhof in Werl-Büderich

Der Jüdische Friedhof Werl-Büderich ist ein jüdischer Friedhof in der Stadt Werl im Kreis Soest. Er liegt an der Straße Am Jüdischen Friedhof.

## Geschichte
Auf dem 605 m² großen Gelände befinden sich sieben Grabstätten.
Erstmals wurden Juden 1744 in Büderich erwähnt, möglicherweise war aber auch der namenlos genannte Jude, der 1690 in der Kunibertkirche ein Glasfenster einsetzte, ein Büdericher. 1748 befand sich ein Judenfriedhof in der Feldflur zwischen Büderich und Holtum, neben dem Land eines Bauern Feldmann. Wegen des ewigen Ruherechtes kann wohl angenommen werden, dass dieser mit dem noch heute erhaltenen Friedhof identisch ist. Die genaue Entstehungszeit dieses Friedhofes ist nicht überliefert. Ein am Eingang angebrachtes Schild datiert die Benutzung von der zweiten Hälfte des 19. Jahrhunderts bis 1925. Ein Grabstein nennt den 13. Juli 1881 als Sterbedatum. Die letzte Bestattung fand am 26. Mai 1991 statt.